# Дом М. А. Лоскутова
Дом М. А. Лоскутова — историческое здание в Москве, построенное в конце XVIII века. Выявленный объект культурного наследия в составе исторической застройки Алексеевской улицы. Расположено на улице Александра Солженицына, дом 18.

## История
Центральная часть дома была построена купцом М. А. Лоскутовым в 1796 году. Дом располагался в глубине владения, образованного им из нескольких оказавшихся в его распоряжении владений. К тому времени во владении по линии улицы уже существовали различные постройки. В первоначальном проекте не было добавленного позднее (возможно, в процессе строительства) Г-образного выступа. В этом выступе находился проезд во двор (ныне заложен, на его месте устроен вход). В дальнейшем владельцы дома несколько раз менялись. В 1836 году пристроен корпус с восточной стороны, вдоль ограды народного училища. Пристройки с южной стороны дома выполнены во второй половине XIX века. Первоначальная архитектура частично восстановлена при реставрации.

## Архитектура
Дом оформлен в стиле раннего классицизма. Лучше сохранился западный фасад, декорированный нишами и филёнками, которые выложены из кирпича. Над главным фасадом размещён фигурный аттик.